# PSMS Medan
Maillots
Le Persatuan Sepakbola Medan Sekitarnya  est un club indonésien de football basé à Medan.